# Lawyacado
Lawyacado (somaliska: Lawya Cadde) är en mindre gränsstad mellan Somaliland och Djibouti. Den har en liten hamn samt ligger i Salal-regionen.